# Rhynchina kengkalis
Rhynchina kengkalis là một loài bướm đêm trong họ Erebidae.